# Brauerei Gustav Schraube
Die Brauerei Gustav Schraube, auch zunächst als Braunbierbrauerei und Branntweinbrennerei (ab 1795) bezeichnet, war die bekannteste und größte Brauerei Pritzwalks im Zeitraum von 1896 bis zur offiziellen Enteignung 1949. Die Brauerei wurde 1949 als Volkseigener Betrieb verstaatlicht. Zwischen 1989 und 1992 wurde die volkseigene Brauerei von der Treuhand verwaltet. 1992 kam es unter einem neuen Eigentümer zur Privatisierung. 1995/1996 erfolgte der Brauereineubau und 1997 konnte der Biergarten sowie die alte Mälzerei eröffnet werden. 1999 firmierte die Brauerei zum Brauhaus Preußen Pils GmbH. 2006 wurde die Brauerei von der bayrischen Unternehmerfamilie Kollmar (Oettinger Brauerei) aufgekauft.

## Unternehmensgeschichte
Die Preußischen Reformen brachten mit der Städteordnung 1808 und der Gewerbefreiheit 1810 Selbstverwaltungsrechte mit sich, die die alte Zunftordnung zugunsten einer freien wirtschaftlichen Betätigung zerstörten.
Am 11. April 1795 wurde auf dem Grundstück der Marktstraße 58 eine Braunbierbrauerei und Branntweinbrennerei errichtet, die als eine von rund zehn Braustellen am heutigen Standort der Volks- und Raiffeisenbank (Stand 2021) produzierte.
Ab 1830 wurde der Betrieb an den Brauer Ernst Huth verkauft, ab 1835 firmierten seine Söhne August Friedrich und Johann Friedrich die Brauerei als Gebrüder Huth. Unter dieser neuen Leitung wurde ab 1845 Lagerbier hergestellt. Das neue untergärige Bairische Bier benötigte eine mehrwöchige Lagerzeit, wofür 1847 neue Kellerräume angelegt wurden. 1859 wurden die 5000 Einwohner der Stadt von drei Brauereien mit Bier versorgt.
Die Gebrüder Huth expandierten 1862 vor die Tore der Stadt und begannen mit der Erbauung einer neuen Bairischen Bierbrauerei am Meyenburger Tor. Der alte Betrieb auf der Marktstraße fungierte von nun an nur noch als Hefefabrik und Brennerei. Es entstand ein modernes Gebäudeensemble, das sich aus einer Mälzerei und der Brauerei zusammensetzte. Zur Mälzerei gehörten Malzhaus und Darre, zur Brauerei Sudhaus, Gärkeller und Lagerbierkeller. Direkt an der Chaussee nach Meyenburg entstand eine repräsentative Villa für die Eigentümer.
1891 stieg die Berliner Brauer-Familie Minna und Gustav Schraube (Unternehmerfamilie aus Magdeburg) in das Brauergeschäft in Pritzwalk ein. Nach dem Ersten Weltkrieg entwickelte sich die Brauerei zur größten Privatbrauerei Brandenburgs. Den Höhepunkt der Bierproduktion erlebte das Unternehmen 1943 mit einer Jahresleistung von 40.000 Hektolitern „Schraube-Pils“. Nach dem Zweiten Weltkrieg wurde die Brauerei enteignet und als VEB Brauerei Pritzwalk weiterbetrieben. Nach einer umfassenden Modernisierung der Brauerei wurde die Produktion auf 60.000 Hektoliter gesteigert.
1992 erfolgte die Privatisierung der Brauerei, die seit 1999 Brauhaus Preußen Pils GmbH heißt. Das Brauhaus erwarb die Rechte an Bärenquell von der Bärenquell-Brauerei. Bärenquell wurde fortan als weitere Marke neben der Hausmarke Preußen Pils produziert.
2006, kurz nachdem die bayrische Unternehmensfamilie Kollmar (Oettinger Brauerei) die Brauerei in Pritzwalk aufkaufte, braute der Betrieb in Pritzwalk Presseberichten zufolge mit 17 Beschäftigten etwa 50.000 Hektoliter Bier pro Jahr.

## Nachnutzung
Die Städtische Wohnungsbaugesellschaft kaufte das Kontor der Brauerei. Heute (Stand 2021) befinden sich darin Teile der Dauerausstellung der Museumsfabrik Pritzwalk, die Vereins- und Ausstellungsräume der Landfrauen Pritzwalk und Umgebung e.V. und der Kunst Freunde Pritzwalk e.V. Auch die Lehrkräfte der Kreismusikschule Prignitz unterrichten im ehemaligen Kontor der Pritzwalker Brauerei.

## Produkte und Marken
Bis 1949Pritzwalker Bockbier hell und dunkel, Schraube Brauerei Pilsner, Karamellbier, Doppelmalzbier, Weizenmalzbier, „Hell“, Schrauben’s Einfachbier, Münchener, Feinstes Helles Tafelbier
Bis 1972Pritzwalker Bock, Bockbier Starkbier, Doppelkaramell Vollbier, Pritzwalker Dunkel, Einfachbier, Vollbier Hell, Malzbier, Diabetiker Vollbier dunkel, 700 Jahre Stadt Pritzwalk Jubiläumstrunk (Festbier), Deutsches Pilsner Vollbier, Prignitzer Gold deutsches Pilsator
Bis 1989Bockbier Hell und Dunkel, Starkbier Hell und Dunkel, Märkischer Landmann Starkbier, Doppelkaramellbier -Vollbier und Malzvollbier, Vollbier hell, Deutscher Porter Prignitzer Rubin – Starkbier, Deutsches Pilsner, Prignitzer Gold deutsches Pilsator, Pritzwalker Spezial, Wolfsblut Vollbier Jubiläumstrunk (1981 – 725 Jahre Pritzwalk)
nach 1990Pritzwalker Spezial (Deutsches Pilsner), Pritzwalker Premium Pilsener

## Chronik
- 1795 gegründet
- 1877 Brauerei Gebr. Roth
- 1886 Brauerei Aug. Huth
- 1893 Bayerische Bierbrauerei Gebr. Huth
- 1896 Dampfbierbrauerei Pritzwalk, Gebr. Huth Nachf., Inh. Schraube & Co.
- 1913 Dampfbierbrauerei Pritzwalk, Gebr. Huth Nachf., Inh. Gustav Schraube
- 1919 Brauerei Gustav Schraube, Inh. Minna Schraube Wwe.
- 1948 Brauerei Gustav Schraube, Inh. Dr. Gustav Schraube
- 1949 enteignet
- 1949 VVB Venag, VEB Brauerei Pritzwalk
- 1952 VVB d. Brau.- und Malzindustrie, VEB Brauerei Pritzwalk
- 1969 VEB Brauerei Pritzwalk
- 1972 Braukombinat Potsdam, Werk III Pritzwalk
- 1990 VEB Brauerei Pritzwalk im VEB Getränkekombinat Potsdam
- 1992 Prignitz Brauerei Pritzwalk GmbH
- 1999 Privatbrauerei Preußen – Pils GmbH